# Magyarország az 1966-os úszó-Európa-bajnokságon
Magyarország az Utrechtben megrendezett 1966-os úszó-Európa-bajnokság egyik részt vevő nemzete volt.

## Versenyzők száma
| Sportág, szakág | Magyar résztvevő | Magyar résztvevő | Magyar résztvevő |
| Sportág, szakág | Férfi            | Nő               | Össz.            |
| Úszás           | 7                | 4                | 11               |
| Műugrás         | 1                | 1                | 2                |
| Vízilabda       | 11               | –                | 11               |
| Összesen        | 19               | 5                | 24               |

## Érmesek
| Érem  | Versenyző                                                  | Versenyszám | Versenyszám            | Dátum         |
| ----- | ---------------------------------------------------------- | ----------- | ---------------------- | ------------- |
| Ezüst | Turóczy Judit                                              | úszás       | Női 100 m gyors        | augusztus 22. |
| Bronz | Csikány József Lenkei Ferenc Gulyás Ákos Szentirmay István | úszás       | Férfi 4 × 100 m vegyes | augusztus 23. |

## Úszás
Férfi
| Versenyző                                                  | Versenyszám      | Előfutam | Előfutam | Előfutam | Elődöntő | Elődöntő | Elődöntő | Döntő   | Döntő    |
| Versenyző                                                  | Versenyszám      | Idő      | Hely.    | Össz.    | Idő      | Hely.    | Össz.    | Idő     | Helyezés |
| ---------------------------------------------------------- | ---------------- | -------- | -------- | -------- | -------- | -------- | -------- | ------- | -------- |
| Szentirmay István                                          | 100 m gyors      | 56,2     | ?        | 15.      | 56,8     | 8.       | 16.      | kiesett | kiesett  |
| Csaba László                                               | 100 m gyors      | 56,5     | 5.       | ?        | kiesett  | kiesett  | kiesett  | kiesett | kiesett  |
| Csikány József                                             | 200 m hát        | 2:18,3   | ?        | 7.       |          |          |          | 2:18,5  | 7.       |
| Lázár Péter                                                | 200 m pillangó   | 2:22,1   | ?        | ?        |          |          |          | kiesett | kiesett  |
| Lázár Péter                                                | 400 m vegyes     | 5:10,2   | ?        | ?        |          |          |          | kiesett | kiesett  |
| Lenkei Ferenc                                              | 200 m mell       | 2:38,6   | ?        | 7.       | 2:36,8   | 4.       | 8.       | 2:34,3  | 5.       |
| Szentirmay István Jaczó László Gulyás Ákos Csaba László    | 4 × 100 m gyors  | 3:44,4   | ?        | ?        |          |          |          | kizárva | kizárva  |
| Jaczó László Lázár Péter Csaba László Gulyás Ákos          | 4 × 200 m gyors  | 8:30,3   | 5.       | ?        |          |          |          | kiesett | kiesett  |
| Csikány József Lenkei Ferenc Gulyás Ákos Szentirmay István | 4 × 100 m vegyes | 4:09,4   | 2.       | 4.       |          |          |          | 4:05,9  |          |

Női
| Versenyző                                               | Versenyszám     | Előfutam | Előfutam | Előfutam | Döntő   | Döntő    |
| Versenyző                                               | Versenyszám     | Idő      | Hely.    | Össz.    | Idő     | Helyezés |
| ------------------------------------------------------- | --------------- | -------- | -------- | -------- | ------- | -------- |
| Turóczy Judit                                           | 100 m pillangó  | 1:10,6   | 2.       | ?        | kiesett | kiesett  |
| Turóczy Judit                                           | 100 m gyors     | 1:02,0   | 1.       | 1.       | 1:02,1  |          |
| Kovács Edit                                             | 100 m gyors     | 1:03,8   | ?        | ?        | kiesett | kiesett  |
| Kovács Edit Szentesi Éva Szatmári Katalin Turóczy Judit | 4 × 100 m gyors | 4:14,4   | ?        | ?        | 4:14,7  | 8.       |

## Műugrás
Férfi
| Versenyző     | Versenyszám | Selejtező | Selejtező | Döntő   | Döntő    |
| Versenyző     | Versenyszám | Pont      | Hely.     | Pont    | Helyezés |
| ------------- | ----------- | --------- | --------- | ------- | -------- |
| Konkoly János | műugrás     | 415,90    | 16.       | kiesett | kiesett  |
| Konkoly János | toronyugrás | 382,90    | 16.       | kiesett | kiesett  |

Női
| Versenyző        | Versenyszám | Selejtező | Selejtező | Döntő   | Döntő    |
| Versenyző        | Versenyszám | Pont      | Hely.     | Pont    | Helyezés |
| ---------------- | ----------- | --------- | --------- | ------- | -------- |
| Balikó Jacquelin | műgrás      | 366,90    | 18.       | kiesett | kiesett  |
| Balikó Jacquelin | toronyugrás | 217,75    | 8.        | 75,08   | 11.      |

### Férfi
A magyar férfi vízilabda-válogatott kerete:
| Magyar nemzeti férfi vízilabdacsapat-játékoskeret | Magyar nemzeti férfi vízilabdacsapat-játékoskeret | Magyar nemzeti férfi vízilabdacsapat-játékoskeret | Magyar nemzeti férfi vízilabdacsapat-játékoskeret | Magyar nemzeti férfi vízilabdacsapat-játékoskeret | Magyar nemzeti férfi vízilabdacsapat-játékoskeret |
| #                                                 | Név                                               | Poszt                                             | Kor (1966. augusztus 21. szerint)                 |                                                   |                                                   |
| ------------------------------------------------- | ------------------------------------------------- | ------------------------------------------------- | ------------------------------------------------- | ------------------------------------------------- | ------------------------------------------------- |
|                                                   | Ambrus Miklós                                     | K                                                 | 1933. május 31. (33 évesen)                       |                                                   |                                                   |
|                                                   | Bodnár András                                     | M                                                 | 1942. április 9. (24 évesen)                      |                                                   |                                                   |
|                                                   | Dömötör Zoltán                                    | M                                                 | 1935. augusztus 21. (31 évesen)                   |                                                   |                                                   |
|                                                   | Felkai László                                     | M                                                 | 1941. március 1. (25 évesen)                      |                                                   |                                                   |
|                                                   | Kárpáti György                                    | M                                                 | 1935. június 23. (31 évesen)                      |                                                   |                                                   |
|                                                   | Konrád Ferenc                                     | M                                                 | 1945. április 17. (21 évesen)                     |                                                   |                                                   |
|                                                   | Konrád János                                      | M                                                 | 1941. augusztus 27. (24 évesen)                   |                                                   |                                                   |
|                                                   | Molnár Endre                                      | K                                                 | 1945. július 23. (21 évesen)                      |                                                   |                                                   |
|                                                   | Pócsik Dénes                                      | M                                                 | 1940. március 9. (26 évesen)                      |                                                   |                                                   |
|                                                   | Rusorán Péter                                     | M                                                 | 1940. április 1. (26 évesen)                      |                                                   |                                                   |
|                                                   | Szívós István                                     | M                                                 | 1948. április 24. (18 évesen)                     |                                                   |                                                   |
| Szövetségi kapitány: Markovits Kálmán             |                                                   |                                                   |                                                   |                                                   |                                                   |

Csoportkör
A csoport
| Helyezés | Csapat         | M | Gy | D | V | G+ | G– | Gk  | P |
| -------- | -------------- | - | -- | - | - | -- | -- | --- | - |
| 1.       | Magyarország   | 4 | 4  | 0 | 0 | 21 | 5  | +16 | 8 |
| 2.       | Hollandia      | 4 | 3  | 0 | 1 | 16 | 11 | +5  | 6 |
| 3.       | Svédország     | 4 | 2  | 0 | 2 | 9  | 10 | –1  | 4 |
| 4.       | Spanyolország  | 4 | 0  | 1 | 3 | 8  | 17 | –9  | 1 |
| 5.       | Nagy-Britannia | 4 | 0  | 1 | 3 | 9  | 20 | –11 | 1 |

| 1966. augusztus 21. 21:00 | Magyarország                      | 5 – 3 | Hollandia               | Játékvezetők: Manguillot (spanyol) |
| 1966. augusztus 21. 21:00 | (1 – 0, 2 – 0, 1 – 1, 1 – 2)      |       |                         | Játékvezetők: Manguillot (spanyol) |
| 1966. augusztus 21. 21:00 | Rusorán 3, Konrád F., Kárpáti 1-1 |       | van Dorf 2, van Ommen 1 | Játékvezetők: Manguillot (spanyol) |

| 1966. augusztus 22. 11:10 | Magyarország                   | 3 – 1 | Svédország    | Játékvezetők: Ulrich (NDK) |
| 1966. augusztus 22. 11:10 | (1 – 1, 0 – 0, 0 – 0, 2 – 0)   |       |               | Játékvezetők: Ulrich (NDK) |
| 1966. augusztus 22. 11:10 | Konrád F., Felkai, Dömötör 1-1 |       | K. Svensson 1 | Játékvezetők: Ulrich (NDK) |

| 1966. augusztus 22. 20:45 | Magyarország                                         | 6 – 1 | Spanyolország | Játékvezetők: Krajczewski (lengyel) |
| 1966. augusztus 22. 20:45 | (1 – 0, 1 – 1, 3 – 0, 1 – 0)                         |       |               | Játékvezetők: Krajczewski (lengyel) |
| 1966. augusztus 22. 20:45 | Konrád, Bodnár, Felkai, Szívós, Dömötör, Kárpáti 1-1 |       | Borrel        | Játékvezetők: Krajczewski (lengyel) |

| 1966. augusztus 22. 14:00 | Magyarország                                               | 7 – 0 | Nagy-Britannia | Játékvezetők: Parrini (olasz) |
| 1966. augusztus 22. 14:00 | (1 – 0, 2 – 0, 2 – 0, 2 – 0)                               |       |                | Játékvezetők: Parrini (olasz) |
| 1966. augusztus 22. 14:00 | Rusorán 2, Szívós, Konrád F., Bodnár, Konrád J. Felkai 1-1 |       |                | Játékvezetők: Parrini (olasz) |

Középdöntő
F csoport
| Helyezés | Csapat       | M | Gy | D | V | G+ | G– | Gk | P |
| -------- | ------------ | - | -- | - | - | -- | -- | -- | - |
| 1.       | NDK          | 3 | 2  | 1 | 0 | 10 | 7  | +3 | 5 |
| 2.       | Jugoszlávia  | 3 | 2  | 0 | 1 | 7  | 5  | +2 | 4 |
| 3.       | Magyarország | 3 | 1  | 1 | 1 | 6  | 7  | –1 | 3 |
| 4.       | Hollandia    | 3 | 0  | 0 | 3 | 3  | 7  | –4 | 0 |

| 1966. augusztus 23. 20:30 | Jugoszlávia                    | 3 – 2 | Magyarország          | Játékvezetők: Prosztyakov (szovjet) |
| 1966. augusztus 23. 20:30 | (0 – 1, 2 – 0, 1 – 0, 0 – 1)   |       |                       | Játékvezetők: Prosztyakov (szovjet) |
| 1966. augusztus 23. 20:30 | Perisic, Jankovic, Bunacic 1-1 |       | Konrád J., Bodnár 1-1 | Játékvezetők: Prosztyakov (szovjet) |

| 1966. augusztus 24. 21:10 | NDK                          | 4 – 4 | Magyarország                     | Játékvezetők: Manguillot (spanyol) |
| 1966. augusztus 24. 21:10 | (1 – 0, 0 – 0, 1 – 2, 2 – 2) |       |                                  | Játékvezetők: Manguillot (spanyol) |
| 1966. augusztus 24. 21:10 | Thiel 2, Rund, Wittig 1-1    |       | Konrád F. 2, Felkai, Dömötör 1-1 | Játékvezetők: Manguillot (spanyol) |

Az 5–8. helyezésért
| Helyezés | Csapat       | M | Gy | D | V | G+ | G– | Gk | P |
| -------- | ------------ | - | -- | - | - | -- | -- | -- | - |
| 5.       | Magyarország | 3 | 3  | 0 | 0 | 14 | 9  | +5 | 6 |
| 6.       | Románia      | 3 | 2  | 0 | 1 | 10 | 5  | +5 | 4 |
| 7.       | NSZK         | 3 | 1  | 0 | 2 | 8  | 14 | –6 | 2 |
| 8.       | Hollandia    | 3 | 0  | 0 | 3 | 8  | 12 | –4 | 0 |

| 1966. augusztus 26. 14:55 | Magyarország                             | 6 – 4 | NSZK                        | Játékvezetők: Dirnweber (osztrák) |
| 1966. augusztus 26. 14:55 | (2 – 0, 2 – 3, 2 – 1, 0 – 0)             |       |                             | Játékvezetők: Dirnweber (osztrák) |
| 1966. augusztus 26. 14:55 | Rusorán 3, Szívós, Konrád F., Felkai 1-1 |       | Nagy 2, Noak, Hawerkamp 1-1 | Játékvezetők: Dirnweber (osztrák) |

| 1966. augusztus 27. 11:10 | Magyarország                  | 3 – 2 | Románia           | Játékvezetők: Parrini (olasz) |
| 1966. augusztus 27. 11:10 | (2 – 0, 1 – 0, 0 – 1, 0 – 1)  |       |                   | Játékvezetők: Parrini (olasz) |
| 1966. augusztus 27. 11:10 | Konrád F, Szívós, Rusorán 1-1 |       | Gruia, Marculescu | Játékvezetők: Parrini (olasz) |

| Csapat       | Helyezés |
| ------------ | -------- |
| Magyarország | 5.       |